# Three Flags
Three Flags (Trois Drapeaux) est une œuvre de l'artiste américain Jasper Johns, créée en 1958.

## Description
Three Flags est une peinture à l'encaustique représentant trois drapeaux américains superposés, de taille décroissante et de proportion identique. Le drapeau à l'arrière-plan couvre la totalité de la toile, celui du milieu les trois-quarts, celui à l'avant-plan n'en occupe environ que la moitié. Les drapeaux ne comptent que 48 étoiles au lieu de 50 car l'exécution du tableau s'est réalisé avant l'accession de l'Alaska et Hawaï au statut d'État.
Johns force le spectateur a examiner le drapeau américain minutieusement, notamment sur la création du drapeau grâce à la peinture à l'encaustique. La structure de l'œuvre est complexe, car les drapeaux sont présentés vers l'extérieur, renversant le principe de perspective classique, ce qui fait que les drapeaux semblent s'éloigner du point de vue du spectateur. L'œuvre est un questionnement entre abstraction et signification de la représentation, dû aux forces géométriques et à la texture du drapeau américain ainsi qu'à la signification de l'image. Johns rajoute à cela que le tableau "dépasse les limites du drapeau, et d'avoir un espace de toile différent".

## Historique
Jasper Johns commence à utiliser le drapeau américain dans ses œuvres à partir de 1955. Ce thème devient un des emblèmes de l'artiste, avec les cibles ou les cartes. Il réalise Three Flags en 1958.
L'œuvre a été acquise en 1980 par le Whitney Museum of American Art, à New York pour 1 million de dollars auprès des collectionneurs d'art Burton et Emily Hall Tremaine,.